# Brian Kennedy
Brian Edward Patrick Kennedy (født 12. oktober 1966) er en irsk sanger, sangskriver og forfatter. Han er født og opvokset på Falls Road i Belfast, Nordirland. Han har deltaget ved Eurovision Song Contest i 2006 med "Every song is a cry for love" for Irland, der sluttede på en 10. plads i finalen. Ved semifinalen var det i øvrigt sang nr. 1000 der blev fremført ved Eurovision Song Contest.
Han er sangeren Bap Kennedys yngste bror.

## Diskografi

### Studiealbums
| År   | Albumdetaljer | Højeste hitlisterplacering |
| År   | Albumdetaljer | UK                         |
| ---- | --- | -------------------------- |
| 1990 | The Great War of Words - Released: March 1999 - Label: RCA (PD 74475) - Formats: CD, cassette, LP                                 | 64                         |
| 1996 | A Better Man - Released: October 1996 - Label: RCA, BMG (74321409134) - Formats: CD, cassette                                     | 19                         |
| 1999 | Now That I Know What I Want - Released: 1999 - Label: Sony (496196.2) - Formats: CD, cassette                                     | —                          |
| 2001 | Get on With Your Short Life - Released: 2001 - Label: Sony/Columbia (504784.2) - Formats: CD, cassette                            | —                          |
| 2003 | On Song - Released: 2003 - Label: Curb Records (CURCD 128) - Formats: CD                                                          | —                          |
| 2004 | Live in Belfast - Released: 2004 - Label: Curb Records (CURCD 148) - Formats: 2xCD                                                | —                          |
| 2005 | On Song 2 (Red Sails in the Sunset) - Released: 2005 - Label: Curb Records (CURCD 160) - Formats: CD                              | —                          |
| 2006 | Homebird - Released: May 2006 - Label: Curb Records (CURCD 217) - Formats: 2x CD                                                  | —                          |
| 2008 | Interpretations - Released: March 2008 - Label: Curb Records (CURCD 237) - Formats: CD                                            | —                          |
| 2010 | The Very Best Of Brian Kennedy - Released: 2010 - Label: Proper Music Distribution (PMDCD001) - Formats: CD                       | —                          |
| 2012 | Voice - Released: June 2012 - Label: Collective Management (BKCD001) - Formats: CD, DD                                            | —                          |
| 2013 | A Love Letter to Joni - Released: 2013 - Label: BK Records (BKCD002) - Formats: CD, DD                                            | —                          |
| 2016 | Essential - Released: September 2016 - Label: BK Records (BKCD003) - Formats: 2xCD, DD - note: re-recordings of previous material | —                          |
| 2017 | Live at Vicar Street - Released: June 2017 - Label: BK Records - Formats: 2xCD+DVD, DD                                            | —                          |
| 2017 | Christmassy - Released: November 2017 - Label: BK Records (BKCD006) - Formats: CD, DD                                             | —                          |

### Singler
| År                        | Titel                                                             | Højeste hitlisteplacering | Højeste hitlisteplacering | Album                             |
| År                        | Titel                                                             | IRE                       | UK                        | Album                             |
| ------------------------- | ----------------------------------------------------------------- | ------------------------- | ------------------------- | --------------------------------- |
| 1990                      | "Captured"                                                        | 26                        | 77                        | The Great War of Words            |
| "Hollow"                  | —                                                                 | —                         |                           | The Great War of Words            |
| "Believe It"              | —                                                                 | —                         |                           | The Great War of Words            |
| 1991                      | "Fear Is the Enemy of Love" (Sweetmouth med Brian Kennedy)        | —                         | —                         | Goodbye to Songtown               |
| 1995                      | "Intuition"                                                       | 16                        | —                         | non-album single                  |
| 1996                      | "A Better Man"                                                    | 6                         | 28                        | A Better Man                      |
| "Life Love and Happiness" | 16                                                                | 27                        |                           | A Better Man                      |
| 1997                      | "Put the Message in the Box"                                      | 18                        | 37                        | A Better Man                      |
| 1999                      | "These Days" (med Ronan Keating)                                  | 4                         | —                         | Now That I Know What I Want       |
| "Playin' With My Heart"   | —                                                                 | —                         |                           | Now That I Know What I Want       |
| 2000                      | "Back In Your Arms" / "I Hope That I Don't Fall in Love With You" | —                         | —                         | Now That I Know What I Want       |
| 2001                      | "Get on With Your Short Life"                                     | —                         | 81                        | Get on With Your Short Life       |
| "So What if It Rains"     | —                                                                 | —                         |                           | Get on With Your Short Life       |
| 2002                      | "Only Love Can Break Your Heart"                                  | —                         | —                         | Get on With Your Short Life       |
| 2003                      | "You Raise Me Up"                                                 | —                         | 91                        | On Song                           |
| 2005                      | "The Island" (featuring Juliet Turner)                            | —                         | —                         | non-album single                  |
| 2005                      | "George Best – A Tribute" (med Peter Corry)                       | 3                         | 4                         | non-album single                  |
| 2006                      | "Every Song Is a Cry for Love"                                    | 4                         | —                         | Homebird                          |
| 2006                      | "If You Don't Believe in Me"                                      | —                         | —                         | Homebird                          |
| 2006                      | "Destination"                                                     | —                         | —                         | Homebird                          |
| 2011                      | "Ireland's Call" (med Paul Byrom)                                 | —                         | —                         | The Official Rugby World Cup 2011 |
| 2012                      | "Best Days"                                                       | —                         | —                         | Voice                             |
| 2012                      | "Christmas Morning"                                               | —                         | —                         |                                   |
| 2013                      | "Try"                                                             | 15                        | —                         | The Hit                           |
| 2013                      | "River"                                                           | —                         | —                         |                                   |
| 2013                      | "Life, Love & Happiness" (Stereolove with Brian Kennedy)          | —                         | —                         | non-album single                  |

Andre sange
- Et cover af "Dry Your Eyes" af The Streets på Even Better than the Real Thing Vol. 2 (2004)
- Et cover af "Angel (Floating Round this House)" af Kirsty MacColl til The Concert for Kirsty MacColl (2013)

Morrissey.

### Sweetmouth
Sweetmouth bestod af Brian Kennedy og Mark E. Nevin, som tidligere spillede i Fairground Attraction og som også er kendt fra sit arbejde med Morrissey.
- Goodbye to Songtown (august 1991)

## Bøger
- The Arrival of Feargal Flynn (Hodder, 2004)
- Roman Song (Hodder, 2005)